# John Warren (évêque)
John Warren (12 mai 1730 - 27 janvier 1800) est évêque de St David's 1779–1783 et évêque de Bangor de 1783 jusqu'à sa mort.

## Biographie
Warren est né à Cavendish, Suffolk, le fils de Richard Warren, archidiacre de Suffolk. Il fait ses études à Bury St Edmunds et au Gonville and Caius College, Cambridge, obtenant un BA en 1751 .
En 1773, il est vicaire de l'église paroissiale Saint-Pierre et Saint-Paul de Wisbech. Avant sa promotion comme évêque, Warren est archidiacre de Worcester. Pendant qu'il est évêque à Bangor, il est impliqué dans deux controverses majeures. En octobre 1793, il est impliqué dans un différend avec les sociétés minières Parys et Mona au sujet de la démolition et de la reconstruction de l'église paroissiale d'Amlwch. L'évêque affirme que les compagnies minières avaient promis de reconstruire l'église; ils ont nié cela, mais acceptent finalement d'apporter une contribution financière .
En 1796, l'évêque est impliqué dans un autre différend, qui aboutit à une affaire judiciaire. Warren a nommé son propre neveu registraire du diocèse de Bangor, même si ce dernier est mineur . Lorsque l'évêque tente de limoger le registraire adjoint, Samuel Grindley, Grindley refuse de quitter son poste, et une bagarre s'ensuit au cours de laquelle l'évêque est menacé avec un pistolet.